# Лібералізація
Лібераліза́ція (від лат. liberalis — вільний) — у широкому тлумаченні під цим поняттям йдеться про пом'якшення державного або державно-бюрократичного тиску («контролю») на різні сфери суспільного життя:  політику, економіку, право (в першу чергу це елементи правової держави — політичні та громадянські права, права людини), свободу слова та ЗМІ тощо.

## Загальна характеристика
У цілому, лібералізація стосується пом'якшення тих чи інших умов попереднього обмеження уряду: часто це такі області як соціальна та економічна політика. У деяких випадках процес або поняття часто, але не завжди, називають дерегулюванням. Лібералізація ж авторитарних режимів може передувати демократизації (чи ні, як у випадку Празької весни).
На арені соціальної політики термін стосується законів, що обмежують, наприклад, стосовно розлучення, абортів чи наркотиків.
У громадській політиці, в галузі права може відноситися до ліквідації законів, що забороняють одностатеві сексуальні стосунки, одностатеві шлюби, міжрасові шлюби чи міжконфесійні шлюби

## Економічна лібералізація
В економіці — форма зовнішньоекономічної політики, що є комплексом заходів, спрямованих на сприяння зовнішньоекономічної діяльності, поступове скасування наявних обмежень у зовнішній торгівлі, зниження ставок ввізного та вивізного мита, надання тарифних пільг під час здійснення зовнішньоекономічних операцій. Це процес розширення волі економічних дій суб'єктів підприємницької діяльності, зняття обмежень на фінансово-економічну діяльність, розкріпачення підприємництва.
Найчастіше цей термін використовується для позначення економічної лібералізації, особливо лібералізації торгівлі та лібералізації ринкового капіталу.
Хоча економічна лібералізація часто пов'язана з приватизацією, це можуть бути й два абсолютно різні процеси. Наприклад, Європейський союз лібералізував ринок газу та електроенергії, заснованого на системі конкуренції, але деякі з провідних європейських енергетичних компаній (EDF і Vattenfall) залишаються частково або повністю в державній власності.
Лібералізація є одним з трьох координаторів (іншими є приватизація і стабілізація) макроекономічної стратегії для країн з перехідною економікою. Прикладом є лібералізація «Вашингтонського консенсусу», який використовувався Аргентиною.
Існує також концепція гібридної лібералізації — у Гані, де врожай какао може бути проданий різним конкурентним приватним компаніям, але є мінімальна ціна, за якою він може бути проданий і весь експорт контролюється державою.

## Порівняння з демократизацією
Існує чітке розходження між лібералізацією та демократизацією, хоча їх часто асоціюють з однією і тією ж концепцією. Лібералізація може здійснюватися без демократизації, маючи справу з комбінацією змін у політиці та соціальними змінами, що спеціалізуються у певній проблемі, наприклад, лібералізація державної власності приватних покупок. Демократизація же є політично більш спеціалізованою, яка може виникнути в результаті лібералізації, при цьому вона функціонує на ширшому рівні урядової лібералізації.